# Peritoma multicaulis
Peritoma multicaulis är en paradisblomsterväxtart som först beskrevs av José Mariano Mociño, Amp; Sesse och Dc., och fick sitt nu gällande namn av Hugh Hellmut Iltis. Peritoma multicaulis ingår i släktet Peritoma och familjen paradisblomsterväxter. Inga underarter finns listade i Catalogue of Life.